# 2012年夏季帕拉林匹克運動會中國澳門代表團
澳門代表團於2012年8月29日至9月9日以「中國澳門」的名義前往英國倫敦參加第14屆夏季帕拉林匹克運動會；這是澳門自1988年首次參加夏季殘奧會以來，第7次在夏季殘奧會亮相。今屆派出2名運動員參加輪椅劍擊及田徑共2個比賽項目。輪椅劍擊劉燕儀於花劍及重劍項目均奪得第9名，而田徑唐曉森則在跳遠項目亦位列第9名的成績。